# Drag kraljica
Drag kraljica (engleski: Drag Queen) osoba je, najčešće muškarac, koja koristi odjeću i šminku kako bi oponašala i često preuveličavala karakteristike ženskog spola i rodne uloge u svrhu zabave. Drag se smatra velikim dijelom LGBT kulture s obzirom na to da su drag kraljice najčešće gej muškarci, no u današnje vrijeme to mogu biti ljudi bilo kojeg spola i seksualne orijentacije, pa se tako primjerice žene koje su prerušavaju u muškarce nazivaju drag kraljevi (en. Drag Kings).
Osobe koje se bave dragom obično to rade kako bi izrazile svoju kreativnost ili kako bi javno nastupale. U Hrvatskoj i svijetu postoje drag showovi, često na povorkama ponosa ili u noćnim klubovima, na kojima drag kraljice obično pjevaju na playback (en. lipsync), plešu, glume ili izvode stand-up.  

## Povijest, terminologija i razdvojba
Koncept oblačenja u suprotan ima dugu povijest. Još u doba Shakespeareovog kazališta u 16. i 17. stoljeću, muškarci su se često oblačili u žene kako bi u kazališnim predstavama tumačili ženske uloge.
Prema nekim izvorima, pretpostavlja se da je drag akronim engleskog izraza "dressed resembling a girl" ("odjeven nalik na djevojku"), no danas se taj pojam proširio i može označavati bilo koju osobu koja se profesionalno bavi transformacijama uz pomoć odječe i šminke ili jednostavno ima svoju vlastitu drag personu kojom izražava svoj identitet i kreativnost. 
Drag kraljice nisu isto što i transrodne osobe: generalno, drag kraljice se prerušavaju u svoju drag personu u svrhu zabave i nastupanja, odnosno one glume tu personu, dok su transrodne osobe one koje su promijenile spol u svom svakodnevnom životu. Drag kraljice imaju svoje drag ime, odnosno pseudonim pod kojim su poznate javnosti te često o sebi govore u ženskom rodu (odnosno u muškom rodu ako se radi o drag kraljevima) s obzirom na da je korištenje određenog jezika također dio njihove transformacije. No, kako se danas koncept draga proširio, drag kraljice mogu biti i transrodne i nebinarne osobe, odnosno osobe bilo kojeg roda ili seksualne orijentacije. 

## Drag show
Drag show ili drag nastup je zabavni program koji se sastoji od niza pjesama, monologa ili skečeva u kojima nastupaju pojedinačni izvođači ili grupe izvođača s namjerom da zabave publike. Drag showovi se kreću od amaterskih predstava u malim barovima do velikih kazališnih predstava. Drag kraljice često nastupaju i na povorkama ponosa diljem svijeta. 
U Hrvatskoj, umjetnički queer sastav House of Flamingo iz Zagreba je poznat po priređivanju raznovrsnih drag nastupa unutar Hrvatske. Jedan od njihovih drag showova je "Fanny Pack" koji se održava u noćnim klubovima. House of Flamingo također održava nastupe na zagrebačkim povorkama ponosa.

## U medijima

### U filmovima
Jedan od prvih muškaraca koji su se u filmovima pojavili oblačeni u žene bio je  Charlie Chaplin u filmu The Masquerader iz 1914. godine te u filmu A Woman iz 1915. godine. U filmu Neki to vole vruće (1959.),  Tony Curtis i Jack Lemmon oblače se u žene u sklopu tajnog zadataka razotkrivanja zločina. Slični su filmovi izašli i tokom 2000-ih godina poput Kuće debele mame (2000.) u kojoj se Martin Lawrence kao policajac prerušava u majku obitelji koju nastoji zaštitit od zločina te filma Mrak komadi (2004.) u kojemu se policajci, koje su glumili Marlon Wayans i Shawn Wayans, prerušavaju u bjelkinje kako bi zaštitili dvije bogate žene od otmice.

### Na televiziji
Zasluge za dovođenje umjetnosti draga u mainstream medije uvelike se pripisuju RuPaulu i njegovoj reality emisiji RuPaul's Drag Race koja se u SAD-u prikazuje od 2009. godine, a koncipirana je kao natjecanje drag kraljica u kojoj pobjednica osvaja titulu "američke drag superzvijezde" te novčanu nagradu. Emisija je osvojila nekoliko nagrada Emmy te prerasla u međunarodni televizijski serijal s preko 10 inačica emisije koje se prikazuju u raznim zemljama svijeta. Zahvaljujući uspjehu emisije, časopis Time je 2017. godine uvrstio RuPaula među 100 najutjecajnijih osoba na svijetu.
Austrijska drag kraljica Conchita Wurst je 2014. godine pobijedila na Pjesmi Eurovizije 2014. s pjesmom "Rise like a Phoenix". Na Pjesmi Eurovizije su prethodno nastupile i druge drag kraljice: sastav drag kraljica pod imenom Sestre je 2002. godine predstavljao Sloveniju, a Verka Serduchka je 2008. godine osvojila drugo mjesto predstavivši Ukrajinu s pjesmom "Dancing Lasha Tumbai." Na Pjesmi Eurovizije 2023., hrvatski predstavnici Let 3 su u video vizualnima svog nastupa na Dori 2023. te na samoj Euroviziji prikazali plesnu točku hrvatske drag kraljice Jovanke Broztitutke, a Broztitutka je s Letom 3 nastupila i u sklopu show programa Dore 2024.
U srpnju 2024., ceremonija otvorenja Olimpijskih Igara 2024. u Parizu prikazala je drag show u kojemu su nastupile francuske drag kraljice uključujući i Nicky Doll, voditeljicu reality emisije Drag Race France.
Drag kraljice, posebice u SAD-u, u današnje doba gostuju u raznim televizijskim serijama i emisijama, pa je tako RuPaul još 1994. godine gostovao u humorisitčnoj seriji Sister, Sister (1994.–1999.), a kasnije i u serijama poput Ružna Betty (2006.–2010.) i Cure bez love (2011.–2016.). Danas se proizvode i televizijske serije i emisije koje se bave isključivo drag kraljicama i u kojima one imaju glavnu ulogu, poput HBO-ove serije Tu smo (2020.–2024.), američke reality i lifestyle emisije Trixie Motel (2022.) te Netflixovih serija AJ and the Queen (2020.) i Kraljica je rođen(a) (2020.). 
U Hrvatskoj, HRT-ova emisija Sretni gradovi (2023.) je u svojoj epizodi o Beču prikazala posjet lokalnom drag showu te kratak intervju s drag kraljicama DaDa Jv i Madame Leom koje su u nastupile u showu. Iako u emisiji Tvoje lice zvuči poznato ne sudjeluju profesionalne drag kraljice, natjecatelji te emisije se, kao i drag kraljice, često oblače u suprotan spol u svrhu zabave i nastupanja pred publikom. Jedan od poznatih primjera je Mario Petreković, pobjednik druge sezone, čija je transformacija u Beyoncé stekla popularnost u medijima. 2024. godine se u serijalu Drag Race po prvi puta natjecala drag kraljica iz Hrvatske, Le Filip, koja je u srpnju 2024. proglašena pobjednicom treće sezone francuskog izdanja RuPaulove emisije pod nazivom Drag Race France.